# 25-Гидроксихолестерин
25-Гидроксихолестерин (25-ГХ) — химическое соединение, производное холестерина. 25-ГХ играет роль в различных процессах у человека и других биологических видов. Он участвует в метаболизме холестерина, антивирусных процессах, воспалительном и иммунном ответе и т. д. 25-ГХ биосинтезируется из холестерина с помощью фермента холестерин-25-гидроксилазы путем добавления гидроксильной группы в позиции 25 стероидного ядра.
25-ГХ играет важную роль в контроле клеточного гомеостаза холестерина. Он регулирует синтез, транспорт и депонирование холестерина внутри клеток. Воспалительные реакции и некоторые неврологические заболевания могут привести к увеличению продукции 25-ГХ. Он также является модулятором нейровоспаления, синаптической передачи и миелинизации. Повышенная выработка 25-ГХ в организме может иметь защитное значение, предотвращая гибель нейронов. Однако высокие концентрации 25-ГХ могут быть нейротоксичными.
Фермент CYP3A4, член семейства цитохрома P450, может катализировать окисление 25-ГХ до 7α,25-дигидроксихолестерина, тогда как 25-ГХ может ингибировать экспрессию мРНК CYP4F2, так что члены семейства цитохрома P450 также участвуют в метаболизме 25-гидроксихолестерина помимо холестерин-25-гидроксилазы.
25-гидроксихолестерин был обнаружен у различных биологических видов, таких как мыши, крысы, кролики и коровы.